# American (Chicago)
American is de naam van een historisch Amerikaanse merk van motorfietsen.
De bedrijfsnaam was American Motorcycle Co., Chicago
Dit was een Amerikaans motorfietsmerk dat waarschijnlijk met AMC in Chicago verbonden was. Van 1911 tot 1914 bouwde American 4pk-, 550cc-eencilinders en grote V-twins. AMC had in 1912 het merk Armac in Chicago overgenomen en leverde dezelfde motoren. Mogelijk paste men dan ook badge-engineering toe en werden dezelfde motorfietsen onder verschillende merknamen verkocht. De productie van American eindigde dan ook in dezelfde periode als die van AMC, rond 1914.